# Райефф, Джозеф
Джозеф Райефф (англ. Josef Raieff; 29 июля 1906, Харьков — 11 декабря 2002, Нью-Йорк, Нью-Йорк) — американский пианист.

## Биография
Учился музыке в Чикаго, затем окончил в Нью-Йорке Джульярдскую школу (1932), ученик Александра Зилоти и Иосифа Левина. Совершенствовал своё мастерство в Берлине и Вене у Артура Шнабеля и Гарольда Бауэра. Дебютировал на американской концертной сцене в 1936 году. В годы Второй мировой войны в чине сержанта выступал с концертами для американских военнослужащих. Критика отмечала отличную технику пианиста, сетуя на недостаток эмоционального напора. Наиболее известен как педагог, преподавал в Джульярдской школе с 1945 по 2000 годы; преподавал также в Маннес-колледже. Среди его учеников, в частности, Доналд Пироне.